# Hydroniscus quadrifrons
Hydroniscus quadrifrons är en kräftdjursart som beskrevs av Menzies1962. Hydroniscus quadrifrons ingår i släktet Hydroniscus och familjen Haploniscidae. Inga underarter finns listade i Catalogue of Life.